# Communauté de communes Vinça Canigou
 (juillet 2016).
Motif : Copié/collé du Code

Carte

La Communauté de communes Vinça Canigou était une communauté de communes française, située dans le département des Pyrénées-Orientales et la région Languedoc-Roussillon.
Le 1er janvier 2015 elle a fusionné avec la Communauté de communes du Conflent pour donner naissance à la Communauté de communes Conflent Canigó.

## Composition
Elle est composée des communes suivantes :
| Nom                | Code Insee | Gentilé        | Superficie (km2) | Population (dernière pop. légale) | Densité (hab./km2) |
| ------------------ | ---------- | -------------- | ---------------- | --------------------------------- | ------------------ |
| Vinça (siège)      | 66230      | Vinçannais     | 7,74             | 1 994 (2014)                      | 258                |
| Baillestavy        | 66013      | Baillestavyens | 17,89            | 110 (2014)                        | 6,1                |
| Espira-de-Conflent | 66070      | Espiranois     | 6,03             | 171 (2014)                        | 28                 |
| Estoher            | 66073      | Estohanencs    | 26,08            | 155 (2014)                        | 5,9                |
| Finestret          | 66079      | Finestretois   | 8,43             | 190 (2014)                        | 23                 |
| Joch               | 66089      | Jochois        | 3,38             | 261 (2014)                        | 77                 |
| Rigarda            | 66162      | Rigardanais    | 3,60             | 646 (2014)                        | 179                |
| Valmanya           | 66221      | Valmanyencs    | 27,63            | 39 (2014)                         | 1,4                |
| Tarerach           | 66201      | Tarerachois    | 8,16             | 57 (2014)                         | 7                  |
| Trévillach         | 66215      | Trévillais     | 17,24            | 145 (2014)                        | 8,4                |
| Arboussols         | 66007      | Arboussolois   | 14,08            | 109 (2014)                        | 7,7                |
| Sournia            | 66198      | Sourniannais   | 29,99            | 500 (2014)                        | 17                 |

## Compétences
Conformément à l'article L.5214-16 du Code Général des Collectivités Territoriales la Communauté exerce les compétences suivantes :
Aménagement de l'espace. étude d'un schéma directeur d'aménagement et de mise en valeur du territoire de la communauté autour du bassin de Vinça.
Élaboration d'un Programme Local de l'Habitat au sens de l'Article L.302.1 du Code de la Construction et de l'Habitat.
Action de développement économique. Création, réalisation et promotion de Zones d'Activité Économiques (Commerciales, Industrielles, Artisanales et Agricoles)
Étude et réalisation de projets de création de commerces multiservices dans les communes adhérentes.
Construction,entretien et fonctionnement d'équipements sociaux, culturels et sportifs et d'équipements de l'enseignement préélémentaire et élémentaire présentant un intérêt communautaire
Étude en vue de la mise en place de tous équipements nécessaires à la protection de l'environnement.
Le conseil de communauté pourra néanmoins librement décider au vu des caractéristiques particulières d'une opération étudiée qu'il n'est pas de l'intérêt de la Communauté de la réaliser.
Dans ce cas la commune géographiquement concernée retrouvera pleine compétence pour la réaliser si telle est sa volonté.
Collecte sélective et transport des ordures ménagères
Dans la limite de ses compétences, la communauté peut intervenir en qualité de prestataire de service en dehors de l'espace communautaire
Entretien et maintenance du réseau d'éclairage public.
Travaux neufs de voirie et réseaux secs et humides y afférents d'un intérêt strictement communautaire

## Sources
- Le SPLAF (Site sur la Population et les Limites Administratives de la France)
- La base ASPIC